# Brandenburger Tor Museum
Das Brandenburger Tor Museum war ein privat geführtes Museum im Berliner Ortsteil Mitte, das am 27. April 2016 zunächst als THE GATE Berlin eröffnet wurde. Es befand sich in unmittelbarer Nähe zum Brandenburger Tor im Gebäude Pariser Platz 4a und erzählte mehr als 300 Jahre Berliner Geschichte in einer Multimedia-Show. Das Brandenburger Tor Museum war seit seiner Gründung Teil der Langen Nacht der Museen. Das Museum wurde ebenfalls für Events genutzt, so etwa für die Strenesse-Show bei der Berlin Fashion Week 2018. Das Brandenburger Tor Museum ist seit Ende April 2019 geschlossen.

## Dauerausstellung
Auf einer 71 m² großen und sich über drei Wände erstreckenden Panoramaleinwand zeigte das Museum eine visuelle Zeitreise-Inszenierung ohne Sprachbarrieren. Ein 38-Soundkanal-System lieferte dafür dreidimensionalen Klang. Die Show erzählte im 20-Minuten-Takt anhand des Brandenburger Tors Berliner, deutsche und Weltgeschichte. Eine ergänzende Ausstellung vertiefte die historischen Ereignisse und zeigte eine originalgetreue Nachbildung des Kopfes der Quadriga-Wagenlenkerin und Siegesgöttin Nike. 

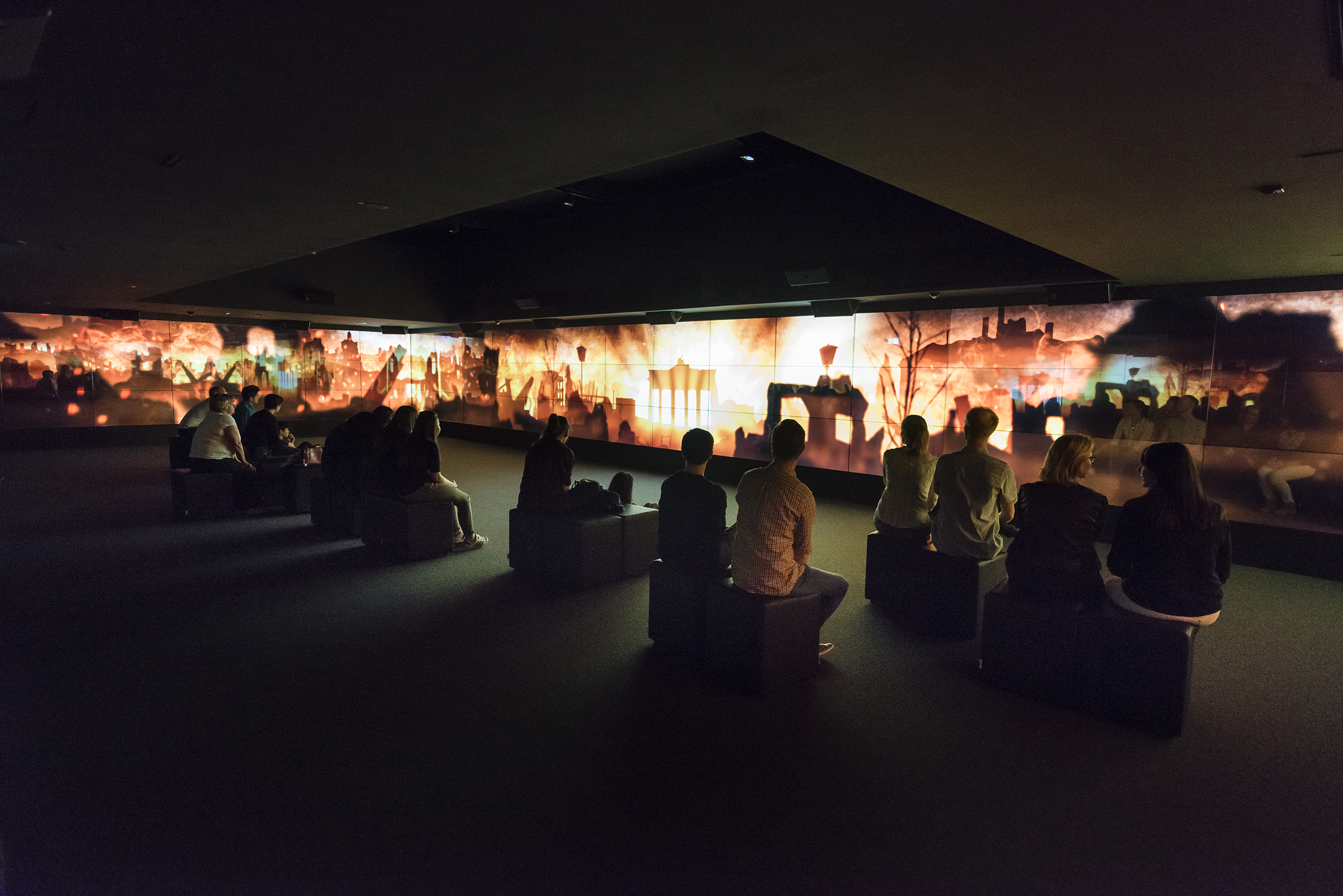
Geschichts-Show

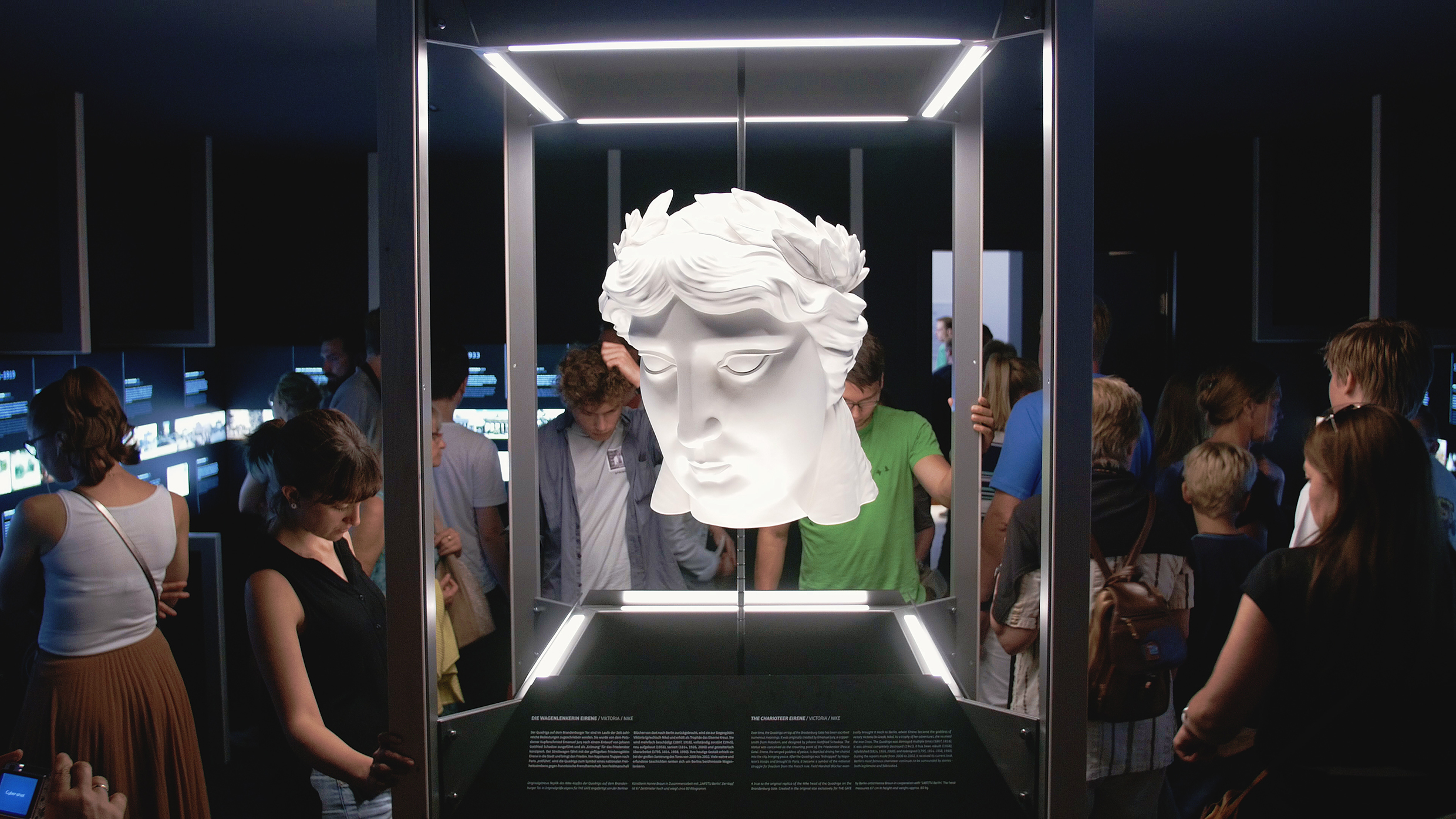
Nachbildung der Nike

Die Ausstellung beinhaltete folgende Themen:
- Entstehungszeit Berlins und Bau des Brandenburger Tors
- Revolution von 1848 und industrielle Revolution
- Kaiserreich
- Erster Weltkrieg
- Weimarer Republik und die wilden Zwanziger
- Drittes Reich und Judenverfolgung
- Zweiter Weltkrieg
- Kalter Krieg und Mauerbau
- Mauerfall, 90er und Techno
- WM-Sommermärchen und Weltmeisterschaft 2014
- Berlin heute

Im Ausgangsbereich befanden sich ein Shop und ein Café.